# Szűcs Gyula
Szűcs Gyula, Szűcs Gyula Géza (Budapest, 1914. július 24. – Budapest, 2005. április 7.) labdarúgóedző, 1961-től mesteredző.

## Családja
Szűcs István géplakatossegéd és Lovász Judit fiaként született. 1939. január 29-én Budapesten, Kőbányán házasságot kötött Csipak Gizellával, Csipak Imre és Mátyus Julianna lányával.

## Pályafutása
1929-től 1943-ig a Törekvés amatőr klub játékosa volt.
1945–46-ban a Kőbányai Barátság edzője volt. 1946 júliusától a Kőbányai TK szakmai munkáját irányította. 1949 januárjától 1949 októberéig az ifjúsági válogatott szövetségi kapitánya volt. 1949 októberétől III. Kerületi Textil csapatát irányította.
1957-ben a Szombathelyi Haladásnál trénerkedett. Csapata nyáron felbontotta a szerződését. Ezt követően a Bp. Spartacus edzője volt. Először az 1959–60 idényben dolgozott Újpesten és rögtön bajnokságot nyert a csapattal, melynek ez volt az első bajnoki címe Újpesti Dózsa néven. 1960 és 1962 között az MTK mestere volt. Itt a legjobb eredménye egy bajnoki harmadik helyezés volt az 1960–61-es idényben. 1962–63-ban ismét Újpesten volt edző és a bajnokságban harmadik lett a csapattal. 1964-ben a Komlói Bányász trénere volt, ahol nem hosszabbította meg a lejáró szerződését. 1965 januárjától az év végéig a Miskolci VSC csapatát irányította. 1966-tól 1968-ig a Kambodzsai Nemzeti Bank csapatánál, az ASBA-nál dolgozott. 1970-ben a Dunaújvárosi Kohász, 1971–72-ben a VM Egyetértés vezetőedzőjeként tevékenykedett. 1973-ban harmadszorra lett az Újpesti Dózsa vezetőedzője és ismét bajnok lett a csapattal. Edzői pályafutásának utolsó állomása a Békéscsabai ESSC volt 1975–76-ban. Összesen 245 bajnoki mérkőzésen ült a kispadon.

## Sikerei, díjai
- Magyar bajnokság
  - bajnok: 1959–60, 1972–73
  - 3.: 1960–61, 1962–63
- Mesteredző (1961)